# Кутир (Шарант)
Кутир (фр. Couture) насеље је и општина у западној Француској у региону Поату-Шарант, у департману Шарант која припада префектури Ангулем.
По подацима из 2011. године у општини је живело 170 становника, а густина насељености је износила 16,02 становника/km². Општина се простире на површини од 10,61 km². Налази се на средњој надморској висини од 100 метара (максималној 135 m, а минималној 79 m).

## Демографија
| 1962. | 1968. | 1975. | 1982. | 1990. | 1999. | 2011. |
| ----- | ----- | ----- | ----- | ----- | ----- | ----- |
| 235   | 252   | 210   | 206   | 177   | 158   | 170   |

График промене броја становника у току последњих година